# Леополд I (Липе)
Вижте пояснителната страница за други личности с името Леополд I.
Вилхелм Леополд I (на немски: Wilhelm Leopold I; * 2 декември 1767, Детмолд; † 4 април 1802, Детмолд) от Дом Липе, е от 1789 г. 1. княз на Липе.

## Биография
Той е син на граф Симон Август (1727 – 1782) и втората му съпруга Мария Леополдина фон Анхалт-Десау (1746 – 1769), третата дъщеря на княз Леополд II Максимилиан фон Анхалт-Десау (1700 – 1751) и съпругата му принцеса Гизела Агнес фон Анхалт-Кьотен (1722 – 1751).
Майка му умира на 15 април 1769 г. Негова мащеха става нейната сестра, социалреформаторката Казимира, която умира през 1778 г. При смъртта на баща му (1782) Леополд I е на 14 години. Той е трудно дете и е даден за възпитание на чичо му Леополд III Фридрих Франц фон Анхалт-Десау, най-възрастният брат на майка му Леополдина и на Казимира. На 18 години той следва в университета в Лайпциг.
На 5 ноември 1789 г. 21-годишният Леополд I поема управлението. През 1790 г. той се разболява душевно и му вземат правата да управлява до подобрението му през 1795 г.
На 2 януари 1796 г. се жени за принцеса Паулина фон Анхалт-Бернбург. Тя става негов съветник. Здравето му се подобрява и той става баща на двама сина. След шестгодишен брак князът умира през 1802 г. от чревна туберкулоза. Паулина поема регентството за малолетния си син Леополд II.

## Деца
Леополд I има с Паулина фон Анхалт-Бернбург (* 23 февруари 1769, † 29 декември 1820), дъщеря на Фридрих княз на Анхалт-Бернбург и съпругата му Луиза фон Шлезвиг-Холщайн-Зондербург-Пльон, две деца:
- Паул Александер Леополд II (1796 – 1851), княз на Липе, женен на 23 април 1820 г. в Арнщат за принцеса Емилия фон Шварцбург-Зондерсхаузен (1800 – 1867)
- Фридрих принц фон Липе (* 8 декември 1797, † 20 октомври 1854)